# 愛の流刑地
『愛の流刑地』（あいのるけいち）は、渡辺淳一の長編小説。2004年11月1日から2006年1月31日まで、「日本経済新聞」朝刊に連載。2006年に幻冬舎から刊行された。略称は「愛ルケ（あいるけ）」。新聞掲載時の挿絵は小松久子が担当。2007年に相次いで映画化・TVドラマ化された。初版発行部数は、上下巻合わせて40万部。
かつて売れていた小説家と人妻との愛を描いた。

## あらすじ
かつて、恋愛小説の期待の星として脚光を浴びていた男、村尾菊治は10年近くも新作を書けず、現在では東京にて既に忘れ去られた小説家として数えられていた。
そんなある日、女友達の紹介によって学生時代から自分のファンであった人妻、入江冬香と出会った菊治は、現代の大和撫子を絵に描いたかのような彼女の容姿と所作に以前見た八尾町の「おわら風の盆」を思い出し、強く心惹かれるようになる。そして、冬香をホテルに誘い込んだ菊治は人妻である彼女との性行為に及び、肉体関係となる。
その後も、京都にて菊治との性行為を繰り返す冬香は、今まで夫には感じられなかったほどの激しいエクスタシーを感じるようになる。さらには、夫が東京へ転勤して家族共々住むことになったため、冬香は千駄ヶ谷の菊治宅へ通い始める。次第に感じるエクスタシーが激しさを増していく冬香は、夫との性行為を拒絶するほどまでに菊治の愛撫を求めるようになった末、彼との性行為中に「首を絞めて殺して」と口走ってしまう。菊治は冬香の言葉に戸惑うも、彼女の首を絞めるようになったが、ある日いつものように冬香の首を締めていた際にそのまま思わず彼女を殺してしまい、自らの行為に茫然自失となる。やがて、警察に通報した菊治から語られる罪にマスコミが注目する中、事件は裁判へと進んでいく…。

## 登場人物
村尾菊治（むらお きくじ）
主人公。55歳、処女作『恋の墓標』がヒットするなど、かつては名声のある作家であったが、3作目を境に売れなくなり、すっかり文壇から忘れ去られた存在になっている。大学の臨時講師、雑誌のアンカー、果てはゴーストライターとして生計を立てている。もう一度、『恋の墓標』のような作品を書きたいと思うもなかなか書けずにいたが、冬香との出会いで新しい作品を作り出そうと決意。『虚無と熱情』を書き上げる。
入江冬香（いりえ ふゆか）
36歳、3人(二男一女)の子供を持つ主婦。夫・徹とは不自由ない家庭を築いていたはずだが、彼女は愛に飢えていた。そんな中、菊治に出会い、真実の愛を知っていくことになるが、同時に夫との関係が崩れ始める。それでも菊治への愛を求める冬香は、菊治にある申し出をするのだが…。

## 映画
2007年公開、R15+指定。

### キャスト
- 村尾菊治 - 豊川悦司
- 入江冬香 - 寺島しのぶ
- 織部美雪 - 長谷川京子： 検事
- 入江徹 - 仲村トオル： 冬香の夫
- 脇田俊正 - 佐藤浩市： 刑事
- 北岡文弥 - 陣内孝則： 菊治の弁護士
- 魚住祥子 - 浅田美代子： 冬香の友人
- 稲葉喜重 - 佐々木蔵之介： 地検副部長/織部の上司
- 村尾高子 - 貫地谷しほり： 菊治の娘
- 関口重和 - 松重豊： 刑事
- 久世泰西 - 本田博太郎： 裁判長
- 菊池麻子 - 余貴美子： 菊治が行き付けのバーのママ
- 刑事 - 六平直政
- マンションの管理人 - 三谷昇
- 裁判所廷吏 - 木下ほうか
- 検事 - 阿藤快
- 検察事務官 - 中村靖日
- - 森本レオ
- - 品川徹
- 佐和 - 高島礼子： 菊治の別れた妻
- 木村文江 - 富司純子： 冬香の母[注釈 1]
- 中瀬宏 - 津川雅彦： 出版社役員、菊治の友人

### 主題歌
- 平井堅「哀歌 (エレジー)」

## テレビドラマ
日本テレビ系にて、2007年3月20日、3月21日の二夜連続で放送された。放送時間はともに21:00 - 23:09(JST)。副音声による解説放送を実施。ただ系列外の沖縄テレビは深夜のかなり遅い時間での放送であった。またテレビ大分も前編のみ同日の深夜2時台から放送した。
前編では二人の京都での散策を交え、後半では原作同様のシーンが描かれており、菊治が冬香を殺害に及んでしまうシーンで終了する。また、後編では、検事の織部美雪の視点を通し、母を亡くした子供の葛藤が描かれ、二人の真実の愛について知っていくことになる。
脚本は当初中島丈博が執筆していたが途中降板し別ペンネーム「江口楯男」でのクレジットとなった。中島は後に月刊誌『シナリオ』2007年2月号にてその顛末を記した。
ビデオリサーチによると、関東地区での視聴率は、前編が13.3%、後編が14.2%であった。

### キャスト
- 村尾菊治 - 岸谷五朗
- 入江冬香 - 高岡早紀
- 織部深雪 - 瀬戸朝香
- 谷脇理代子 - 麻生祐未
- 菊池麻子 - 川島なお美
- 魚住祥子 - 杉田かおる
- 入江徹 - 吹越満
- 谷脇高士 - 平岡祐太
- 美和 - 大塚ちひろ
- 栗山検察事務官 - 東根作寿英
- 入江千春 - 鈴木理子
- 北岡耕造 - 柄本明
- 井波春男 - 小倉久寛
- 井波信子 - 阿知波悟美
- 刑事 - 甲本雅裕
- ビジネスマン - パトリック・ハーラン
- ホテルフロント - ビートきよし
- 保健の先生 - 菊池麻衣子
- 記者1 - 井上公造
- 記者2 - 久保内亜紀
- 秋野 - 山本寛斎
- 裁判長 - 名高達男
- 徳永雅人 - 中村俊介
- 星野 - みのもんた（特別出演）
- 入江鈴江 - 泉ピン子（特別出演）
- 中瀬宏 - 古谷一行
- アイパートナー(副音声解説) - 石丸博也

### スタッフ
- 原作 - 渡辺淳一（『愛の流刑地』 幻冬舎）
- 脚本 - 江口楯男（前編）、川嶋澄乃（後編）
- 監督 - 井坂聡
- プロデューサー - 佐藤敦（日本テレビ）、前田伸一郎（日本テレビ）、西牟田知生（日本テレビ）、黒沢淳（テレパック）
- 音楽 - 松本晃彦
- テーマソング - 倖田來未「愛証」（Rhythm zone）
- 撮影 - さのてつろう、佐光朗、栢野直樹、森下彰三
- 美術 - 斉藤岩男
- 技術協力 - 映広
- スタジオ - 日活撮影所
- 制作協力 - テレパック
- 制作著作 - 日テレ

## 原作との違い
原作では終始、菊治の視点で描かれているが、映像化された作品では冬香からの視点も多く描かれている。そのため、原作に登場しない人物やエピソードも多く盛り込まれる。

### 映画版
- 原作では2人の出会いから始まるが、映画のプロローグは回想から始まり、入江冬香が死んだ後の菊治の回想から始まる。
- 映画では、2人は京都の東福寺にて出会い、その後、上賀茂神社でデートをするシーンが詩情豊かに映し出されるが、これらのロケーションは原作には登場しない。
- 原作では菊治の子は男子（高士）だが、映画では女子（高子）になっている。
- 検察官の織部美雪が過去に、上司・稲葉喜重と不倫関係にあったということは原作にはない。
- 冬香の母・木村文江は映画版オリジナルの登場人物。
- 菊治の年齢が45歳になっており、原作（55歳）より10歳若い設定に変更。冬香についても、原作の36歳に対し、映画では32歳という設定になっている。

参照

### テレビドラマ版
- 冬香の義母（夫・徹の実母）が登場。探偵に頼んで冬香と菊治の密会を暴く。原作では、夫は多忙で妻の行動を見ることを考えていなかったため、不倫までは知らなかった様子（裁判での供述より）。
- 冬香の子供が本ドラマでは娘1人に変更された。
- 原作では、菊治は母方の叔父の名前を借り、「村尾章一郎」というペンネームで執筆しているが、ドラマでは本名になっている。また、『まぼろし』という作品はドラマオリジナル。原作で登場するのは『レクイエム』。
- 冬香と出会った当時、原作では菊治と妻は別居しており籍は入れたままになっているが、ドラマでは離婚をしている。
- 原作では息子・高士は菊治の姓（村尾）を名乗るが、ドラマでは母の姓を名乗っている。
- 息子・高士は原作では映画会社に勤めているが、ドラマでは中瀬が尽力して、出版会社に勤務している。
- 北岡弁護士に菊治の弁護を依頼したのが妻（原作では菊治が北岡と面識があったため、自ら依頼している）。
- 原作では菊治の年齢が55歳だったが、ドラマでは48歳に変更された。